# اختبار طفو الرئة
يعتبر اختبار طفو الرئة إجراءً تشريحيًا لتحديد ما إذا كان الطفل قد وُلد حيًا أم ميتًا. وفي حالة طفو الرئة، فقد وُلد الطفل حيًا. أما في حالة غوص الرئة، فقد وُلد الطفل ميتًا. وقد أوضحت نتائج إحدى الدراسات التي تمت في عام 2012، أن هذا الإجراء موثوق بنسبة 98%.
ويتمثل الدليل القاطع على ولادة الطفل حيًا في الهواء الكامن بالرئة؛ فنقص الهواء يدل على الولادة الجنينية. وفي حالة وجود هواء بالرئة، تطفو الرئة على سطح الماء. وقد اعتبر اختبار طفو الرئة الذي يقيم هذا الأمر مثيرًا للجدل. غير أن فحص أجزاء الرئة تحت المجهر لم يقدم أية مساعدة، الأمر الذي لم يدع أمام اختصاصي علم الأمراض حلاً لاكتشاف وجود هواء بالرئة إلا اختبار طفو الرئة وذلك لتحديد ما إذا كان الطفل قد وُلد حيًا أم ميتًا.